# شاهزاده فردیناند پیوس، دوک کالابریا
شاهزاده فردیناند پیوس("فردیناندو پیو ماریا")، "دوک کاسترو" (زادهٔ ۲۵ ژوئیه ۱۸۶۹، رم -مرگ ۷ ژانویه ۱۹۶۰، لینداو)، رئیس خانه بوربون-دو سیسیل و دارای مقام تاج و تخت منقرض شده پادشاهی دو سیسیل از سال ۱۹۳۴ تا 1960.

## خانواده
فردیناند فرزند ارشد شاهزاده آلفونسو، کنت کازرت و همسرش شاهزاده خانم ماریا آنتونیتا از بوربون دو سیسیل بود. او نوه فردیناند دوم از دو سیسیل و برادر بزرگتر شاهزاده کارلوس بوربون-دو سیسیل، ماریا ایماکولاتا بود. پرنسس یوهان گئورگ ساکسونی، ماریا کریستینا، آرشیدوشس پیتر فردیناند اتریش، ماریا دی گرازیا، شاهزاده امپراتوری برزیل، شاهزاده رانیری، دوک کاسترو، شاهزاده فیلیپ بوربن-دو سیسیل و شاهزاده گابریل بوربون-دو سیسیل.

## ازدواج
فردیناند در ۳۱ مه ۱۸۹۷ با شاهزاده ماریا لودویگا ترزیا از بایرن، دختر پادشاه لودویگ سوم باواریا ازدواج کرد. آنها صاحب شش فرزند شدند